# Hadsund
Hadsund (ha̝ð̠ˠ̞ˈsɔ̟̝nˀ) est une ville danoise qui comptait 5 051 habitants en 2019 de la commune de Mariagerfjord dans la région du Jutland du Nord, située sur la côte ouest de la péninsule du Jutland ; c’est également le nom de l’ancienne commune administrée par la ville (voir plus bas).

## Rattachements
Jusqu’au 1er janvier 2007, Hadsund était le nom de la commune administrée par la ville, située dans l’amt du Jutland-du-Nord, qui couvrait une superficie de 170 km2 et comptait une population de 10 918 habitants en 2005. Son dernier maire a été Karl Christensen, membre du parti social-démocrate.
La commune de Hadsund a cessé d’exister conformément à la Kommunalreformen (la « réforme communale » de 2007). Elle fusionne avec les municipalités d’Arden, Hobro et de Mariager pour former la nouvelle commune de Mariagerfjord. Cette nouvelle commune possède une superficie de 769 km2 et une population d’environ 43 000 habitants.
| År   | Antal boliger     | Antal indbyggere | Fra/til |
| ---- | ----------------- | ---------------- | ------- |
| 1801 |                   | 9                | -       |
| 1840 |                   | 7                | -2      |
| 1870 |                   | 270              | +63     |
| 1880 |                   | 390              | +120    |
| 1890 | 110 gårde og huse | 701              | +311    |
| 1921 | 376               | 1.971            | +1.270  |
| 1930 |                   | 2.415            | +444    |
| 1955 | 1.175             | 2.484            | +69     |
| 1986 |                   | 4.000            | +1.516  |
| 1997 |                   | 5.103            | +1.103  |
| 2006 |                   | 5.526            | +423    |
| 2007 |                   | 5.524            | -2      |
| 2008 |                   | 5.542            | +18     |
| 2009 | 2.558             | 5.484            | -58     |
| 2010 |                   | 5.498            | +14     |
| 2011 |                   | 5.519            | +21     |
| 2012 |                   | 5.457            | -62     |